# 에로망가사우루스
에로망가사우루스(Eromangasaurus)는 백악기 전기 현재의 오스트레일리아 퀸즐랜드 북부에 서식했던 엘라스모사우루스과에 딸린 한 속이다.